# Central High (Oklahoma)
Central High es un pueblo ubicado en el condado de Stephens en el estado estadounidense de Oklahoma. En el año 2010 tenía una población de 1199 habitantes y una densidad poblacional de 8,61 personas por km².

## Geografía
Central High se encuentra ubicado en las coordenadas 34°36′57″N 98°4′49″O / 34.61583, -98.08028 (34.615943, -98.080343).

## Demografía
Según la Oficina del Censo en 2000 los ingresos medios por hogar en la localidad eran de $38,125 y los ingresos medios por familia eran $40,104. Los hombres tenían unos ingresos medios de $34,130 frente a los $22,273 para las mujeres. La renta per cápita para la localidad era de $16,679. Alrededor del 14.1% de la población estaban por debajo del umbral de pobreza.